# María Izaguirre
María de los Dolores Izaguirre Castañares (11 de noviembre de 1891 – 18 de enero de 1979), más conocida como María Izaguirre, fue la segunda esposa del expresidente Adolfo Ruiz Cortines y primera dama de los Estados Unidos Mexicanos en el periodo comprendido entre los años de 1952 a 1958.
Nacida en Mazatlán, criada en Veracruz y educada en un colegio aristocrático de San Luis Potosí; fue hija de Dolores Castañares y del Capitán de Fragata Manuel Edmundo Izaguirre Noriega, quien pertenecía a la Armada de México y que fungió como primer director de la Escuela Naval Militar de Veracruz.
Casó tres veces: la primera con un señor Schiller, procedente de Alemania, de quien se divorció; la segunda con el noruego Olaf Locken, quien la dejó viuda y con dos hijos, y la tercera, a principios de 1941, con su antiguo novio de la adolescencia y que por entonces era oficial mayor de la Secretaría de Gobernación, Adolfo Ruiz Cortines.[cita requerida]
Se convirtió en primera dama de los Estados Unidos Mexicanos el 1 de diciembre de 1952, día en que su esposo protestó como presidente. María Izaguirre cumplió cabalmente con las obligaciones que le correspondían efectuar como esposa del primer mandatario. La señora Ruiz Cortines asistió a los actos oficiales, entre los que destaca la tradicional celebración del Grito del 15 de septiembre, con su recepción posterior. Se ocupó también de la asistencia social que ya era tradición para las primeras damas; y continuó con el reparto de desayunos escolares, ropa y juguetes para la niñez. Además, como le encantaba ir al teatro, en varias ocasiones las funciones se dedicaron a obras de beneficio social y las señoras de sociedad organizaban actividades para juntar fondos para la causa que ella quisiera. María Izaguirre era muy devota e influenció mucho en las buenas relaciones entre el gobierno y la Iglesia. Pese a que el país y su marido eran laicos, ella tomó parte activa en ceremonias y actos de carácter religioso, encabezó el patronato de ayuda a las obras de la Basílica de Guadalupe y cada año regalaba a los obispos autos de lujo. Su último acto público en el gobierno de su esposo fue asistir a las urnas para votar por el sucesor de su marido. Era la primera vez que las mujeres tenían el poder de votar en las elecciones presidenciales pues en ese sexenio se les concedió el voto. La señora Ruiz Cortines disfrutó de los beneficios del poder de Adolfo y se enriqueció con los múltiples negocios realizados por ella, sus amigos e hijos, abusando de la influencia que le daba su posición. A pesar de la austeridad de su marido, ella era afecta a aparecer en los eventos sociales reseñados por Rosario Sansores Prén, conocida cronista de ese rubro de la época.
Concluido el sexenio de Ruiz Cortines, ambos se retiraron del ojo de la prensa y del público. A fines de la década de 1960 se separaron, él se fue a Veracruz y ella permaneció en su residencia de San José Insurgentes en la capital. En 1973 tuvo su última aparición cuando ocurrió el deceso y funeral del exmandatario. María Izaguirre murió en 1979, a los 87 años de edad.

## Primeros años
María Izaguirre nació en el municipio, puerto y ciudad de Mazatlán, en Sinaloa, el día miércoles 11 de noviembre de 1891. Fue la última de tres hijos – Rafael (Capitán de Altura, 1879) y Luis (Capitán de Fragata, 1881) – nacidos de la unión entre el sanignacense Manuel Edmundo Izaguirre, quien pertenecía a la Armada de México, y su esposa María de los Ángeles “Angelita” Castañares, que se dedicaba a las labores domésticas. Fue registrada al día siguiente ante el Juez del Registro Civil Francisco Duhagón, siendo testigos del acto el Capitán Carlos A. Ferrer, Director de la Escuela Náutica, y el señor Onofre Moreno Uribe.
El matrimonio Izaguirre Castañares vivía en Mazatlán desde 1877. A la mitad del año de 1896, teniendo María cuatro y medio años, la familia se trasladó a Veracruz. Una vez asentados en el puerto, al Capitán de Fragata Manuel Izaguirre le comisionaron instalar la Escuela Naval Militar que el presidente Porfirio Díaz había creado por decreto. Ascendido a Capitán de Navío, el señor Izaguirre fue el primer director de dicha institución, desempeñándose como tal desde el 1 de julio de 1897 al 11 de agosto de 1904. En la sociedad porteña, el apellido Izaguirre y la familia eran ampliamente conocidos y estimados.
María Izaguirre fue educada en el Colegio Sagrado Corazón de San Luis Potosí y llegó a ser concertista de piano, carrera que fue truncada por su padre debido a que no la dejó ir a Europa para perfeccionarse.

## Matrimonios y familia
La joven María Izaguirre se casó en el año de 1920 con un alemán de apellido Schiller, unión de la cual no hubo descendencia. Posteriormente se divorcia, conoce y se une en matrimonio con Olaf Locken, empresario noruego de buena posición económica quien le dio dos hijos, Olaf y Erlin, quienes por conveniencia política cambiaron sus nombres a Mauricio y Rafael, respectivamente. Durante el sexenio ruizcortinista, los hermanos Locken Izaguirre se dedicaron a utilizar el nombre de su madre para conseguir rentables beneficios económicos personales, los que les reportaron muchos millones de pesos en sus abultadas cuentas bancarias, y lujosas propiedades para vivir, como un edificio de departamentos completo, de tres pisos, en Polanco. Los hijos de doña María fallecieron en 1988 y 1968, respectivamente, después de una vida de frecuentes francachelas y de haber intentado destacar como rejoneadores. Cabe mencionar que Mauricio Locken ocupó el cargo de Mayor en la Fuerza Aérea Mexicana, incluso fue copiloto de Radamés Gaxiola Andrade y después piloto responsable del avión presidencial "Constitucionalista Uno". Mauricio Locken, además, fue nombrado Capitán Segundo del Jefe de Gabinete en la Secretaría de la Defensa en 1952.
El matrimonio de Olaf y María se consumió con la muerte de él. La viuda Izaguirre y sus dos hijos se fueron al puerto Veracruz, donde ella se reencontró con Adolfo Ruiz Cortines, su antiguo novio de la juventud. Los dos se conocían desde 1904, cuando la simple curiosidad llevó al joven Adolfo Ruiz, camino al trabajo, a presenciar la inauguración de las obras del puerto; aunque nunca pensó en ser marinero, se detuvo a observar a un grupo de niñas que estaban jugando, entre las que se encontraba la hija del director de la Escuela Naval, María Izaguirre. Ruiz Cortines siempre recordó con nostalgia su primer encuentro de adolescentes; en el que llegaron a ser novios a escondidas –pese a que por ese tiempo él tenía 15 años y ella 13–, a mandarse recados y a encontrarse en el tranvía. La relación no prosperó debido a que la familia Izaguirre deseaba algo más que un simple empleado de comercio para María.
Aparentemente, la idea de casarse no la tuvo él sino que se la sugirieron, pues para hacer carrera en la política y sobre todo para llegar al puesto más alto, era necesario tener una familia y una apariencia de vida normal. El 16 de enero de 1941 se casaron en el puerto de Veracruz. Al inicio se creyó que el matrimonio no funcionaría, debido al carácter seco de él y un tanto el de ella, y especialmente la edad de ambos que ya habían pasado por el furor juvenil. En efecto, él tenía 51 años y ella 49. Con el tiempo don Adolfo llegó a querer bien a doña María, a quien en la intimidad llamaba "Mariquita". La señora, por su parte, llegó a tender un ascendiente enorme sobre don Adolfo, pero no al grado de persuadirlo de que le permitiera conservar los trescientos regalos que llegaron a casa el día de su cumpleaños: la primera dama debió conformarse con los que provenían de las antiguas amistades, ni uno más.

## En la Secretaría de Gobernación, 1948-1952
Tras la muerte del secretario de Gobernación Héctor Pérez Martínez en 1948, Ruiz Cortines es designado para reemplazarle. El nuevo secretario compró una casa situada en el número 89 de la calle José María Ibarrarán en la colonia San José Insurgentes, delegación Benito Juárez. En este barrio conservador de clase media se erigía la residencia del matrimonio Ruiz Izaguirre, la cual constaba de dos recámaras con dos baños, un espacio para salita, cocina y comedor, y tenía un jardín de pequeñísimas proporciones. La decoración de la casa era sencilla; no había candiles, porcelanas ni tapetes persas. Era un espectáculo común ver a Adolfo y a María Izaguirre caminando por las calles sin guardias, conversando con la gente. Durante el tiempo en que fungió Adolfo Ruiz Cortines como secretario de Gobernación, María Izaguirre hizo una mínima participación en el Voluntariado de esa dependencia. Como don Adolfo era austero y no gustaba de las fiestas de cualquier índole, no se contó mucho con la presencia del matrimonio en las celebraciones efectuadas en el tiempo en que fue secretario Ruiz Cortines.

## Primera dama de México, 1952-1958

### La campaña
El 15 de octubre de 1951 don Adolfo Ruiz Cortines rindió protesta como candidato del PRI a la presidencia de la República. María Izaguirre lo acompañó en las giras emprendidas por el país. Los organismos electorales de la Secretaría de Gobernación informaron que el ganador era el candidato priista con 74.31% de los votos emitidos. El 1 de diciembre del año de 1952, Adolfo Ruiz Cortines protestó como presidente de México.

### Los Pinos

#### Renovación
Después de haber tomado posesión de la Presidencia de la República, Adolfo Ruiz Cortines y María Izaguirre tardaron más de un año en irse a vivir a Los Pinos, la cual siempre fue vista por el presidente con animadversión. Sencillo y enemigo de las ostentaciones y vanidades, Ruiz Cortines prefirió retrasar el cambio de su casa particular en San José Insurgentes. Durante todos esos meses siguió atendiendo los asuntos y acuerdos oficiales por las tardes, en su pequeña residencia, ya que en las mañanas despachaba en Palacio Nacional. La oficina de su casa particular, donde atendía a las personas, era muy pequeña, tanto que había ocasiones en que la gente debía esperar afuera, y cuando llovía hasta se mojaban, por lo cual fue necesario mandar poner una lona para protegerlos. Llegó a haber tanto movimiento en la colonia de San José Insurgentes, que los jefes de Seguridad del presidente y los del Estado Mayor Presidencial le hicieron ver las desventajas de vivir en esa casa tan pequeña. Convencido Ruiz Cortines, a mediados de 1953 se fue a vivir a Los Pinos. La mudanza se hizo con toda sencillez y no quiso hacerle arreglo o modificación alguna a la casa.
Adolfo y María Ruiz Cortines se instalaron en el ala sur de la residencia. Al entrar al vestíbulo principal a la izquierda, se encontraba el despacho del presidente, el salón de juntas, su peluquería y el consultorio dental. Del lado derecho de la sala principal estaba el comedor, un antecomedor y luego la cocina. En la planta alta, sobre el despacho presidencial se encontraban las habitaciones del matrimonio Ruiz Izaguirre, divididas por una pequeña sala, y del otro lado de las recámaras de los huéspedes, que nunca se llegaron a ocupar durante la administración ruizcortinista debido a que ninguna de las visitas que recibieron se alojaron en Los Pinos. La casa estaba totalmente decorada al estilo francés, con cómodas de Boulle, y grandes candiles de cristal checoslovaco, que se conservó tal cual el la había dejado el expresidente Miguel Alemán. En el sótano de la residencia había un gran salón que podía emplearse para fiestas o reuniones con mesas y pistas para bailar, y la sala de proyección de cine, a la cual el matrimonio era muy aficionado, y todos los domingos les llevaban películas de estreno proporcionadas por la Secretaría de Gobernación. En 1957, faltando poco menos del año para concluir la administración de Ruiz Cortines, el mayor Mauricio Locken se fue a vivir a Los Pinos, asentándose en la casa que había quedado deshabitada, donde vivió el general Lázaro Cárdenas del Río. Adolfo y María Izaguirre se la asignaron a Mauricio para vivir él y su familia. Como no estaba en muy buen estado, fue necesario restaurarla. En la parte de arriba se encontraban las recámaras, dos eran grandes y las otras tres chicas. Además había un salón que estaba completamente forrado de corcho, adecuado precisamente para las proyecciones de cine.
Los Ruiz Izaguirre constituyeron una familia diferente, dada la situación peculiar para ambos, de un matrimonio de edad madura y los dos contaban con hijos mayores de edad. Situación que se vio reflejada en la vida cotidiana de la residencia presidencial. En Los Pinos pronto se resintieron los efectos de un cambio en las costumbres de sus entonces huéspedes: se dejaron de usar las instalaciones deportivas, los juegos, los jardines y las canchas. La alberca, por considerar el presidente Ruiz Cortines que el tenerla llena de limpia y transparente agua no estaba de acuerdo con las necesidades de austeridad que el país requería, se mandó a secar. Cuando observó que nadaban en la alberca de la residencia personas extrañas, posiblemente amigos de la familia de María Izaguirre, el presidente Ruiz Cortines dispuso que se quitara el agua, para que no se desperdiciara. María Izaguirre ordenó instalar en la recién estrenada residencia de Los Pinos un elevador para su uso personal, por parecerle incómoda y cansada la escalera de la nueva casa. Pidió que se equipara la parte superior, junto a las habitaciones personales, un cuarto con los aparatos más modernos de ejercicios y masajes para conservar en buen estado su salud.

### Obras
La señora Ruiz Cortines fue una mujer de mundo y amante de las artes. Cuando tomó posesión su esposo concedió algunas entrevistas a distinguidos periodistas de su tiempo y en ellas se dio a conocer como una gran conservadora, feminista, de fuerte personalidad y muy segura de sí misma. Cuando se le comentaba que el gobierno ruizcortinista empezaba con muy buenos augurios, respondía: "Lo difícil no es saber cómo se empieza, sino cómo se acaba..."
Una vez como primera dama, María Izaguirre cumplió cabalmente con las funciones que por ende le correspondían. Asistió a los actos protocolarios, entre los que destaca la tradicional celebración del Grito los días 15 de septiembre con su recepción posterior; se hizo cargo de la asistencia social y prosiguió con el programa de reparto de desayunos escolares, de ropa y de juguetes para la niñez. En algunas ocasiones, las funciones teatrales eran dedicadas a obras de beneficio social y que muchas damas de sociedad le ofrecían la organización de diversas actividades para reunir fondos para la causa que la primera dama deseara. Siempre aceptó gustosa la señora Ruiz Cortines, menos cuando se trataba de desfiles de moda a los que no consideraba adecuado asistir siendo primera dama de un país tan pobre. Durante este sexenio, la asistencia social siguió dándose del la misma forma que en la administración anterior, donde este rubro era encabezado por Beatriz Velasco de Alemán, en el que se proporcionaba el sustento básico a unos cuantos entre los más pobres y para atender su salud cuando ya estaban enfermos. El esfuerzo estaba dirigido a lo remedial y no a la prevención ni a la integración de los individuos al trabajo. Para ello se abrieron comedores familiares, se instalaron cocinas económicas y se creó en 1953 la Junta para el Mejoramiento de la Alimentación. También se volvieron a abrir las escuelas Amigas de la Obrera, guarderías, tiendas populares y los llamados Centros de Bienestar, instalados en las colonias populares de las principales ciudades. Los recursos económicos proporcionados por la Secretaría de Hacienda no eran suficientes para atender la cuestión social y ni para cubrir las necesidades de la población.
Del 30 de abril al 10 de mayo de 1953, se llevaron a cabo las jornadas en pro de la niñez en toda la República Mexicana. En ellas se obtuvieron donativos destinados a la protección de la infancia, fundamentalmente en su nutrición y atención médica. En agosto de 1953, se celebró el Congreso Nacional de Protección a la Infancia, con el propósito de mejorar las acciones asistenciales intercambiando experiencias con organismos internacionales. En él se externó la idea de crear un organismo para proteger a los menores de edad para que no pudieran ser explotados laboralmente ni maltratados sin aplicarse el rigor de la ley. A la celebración del día de Reyes, la primera dama le dio un impulso especial. El 6 de enero de 1954, la señora Ruiz Cortines obsequió dulces y ropa a 30 000 niños pobres elegidos en 22 colonias proletarias del Distrito Federal. En el día de las madres, eran ofrecidos magnos festivales en todo el país, donde la primera dama encabezaba las felicitaciones que aparecían en los diarios de circulación nacional:

En este día envío un cariñoso saludo a las madres mexicanas. Con él va toda mi simpatía y mi admiración por la entereza de su conducta y por su fé en el destino de México. Les deseo toda la felicidad para sus hogares y la mejor ventura para sus hijos.
María de los Dolores Izaguirre; México, 10 de mayo.

Y también encabezaba la primera dama la repartición de regalos en esta fecha. En 1954, cuarenta mil familias humildes recibieron, con motivo del Día de la Madre, seiscientas toneladas de víveres que en seis rumbos de la ciudad les entregó la señora Izaguirre. En el último informe de gobierno del presidente Ruiz Cortines, emitido el 1 de septiembre de 1958, el mandatario resumió la labor de asistencia social que emprendió su esposa durante su gobierno. Se fundaron 73 casas para aseguradas en las que 107 mil mujeres recibían enseñanzas prácticas, servicios y prestaciones en beneficio del hogar; 364 clubes de aseguradas, 36 misiones médico-sociales, 45 centros de iniciación cultural y 23 centros de extensión para las no aseguradas.[cita requerida]
Como era tan aficionada al teatro y especialmente a la música, pues sabía tocar muy bien el piano, afición que practicaba con frecuencia en el gran piano que había en el vestíbulo principal de Los Pinos, María Izaguirre impulsó todos los buenos espectáculos. Promovió la Orquesta Sinfónica de Xalapa, a cuyo director José Ives Limantour apoyó, y consiguió además la presentación en México de grandes artistas de fama internacional. El presidente Ruiz Cortines usó siempre como medio de transporte el ferrocarril y el automóvil; la primera dama hacía todos los viajes en avión. Ahí junto tenía a su hijo, el entonces Capitán Mauricio Locken, quien fue primero copiloto y después piloto, responsable del avión presidencial, recién estrenado.[cita requerida]

## Personalidad
María Izaguirre fue una mujer muy elegante. Vestía faldas hamponas y portaba peinados hechos en complicados chongos que se sostenían con laca. Estos peinados, a decir de su entrañable amigo Salvador Novo, envejecían mucho a la señora Ruiz Cortines, pero le conferían distinción. María Izaguirre poseía una bien surtida colección de estolas de mink y de mantillas españolas. La señora era una mujer gozosa de la vida y divertida. Dominaba varios idiomas, entre ellos el inglés, el francés y el alemán; tocaba el piano, le atraían los inventos modernos, era amante de las buenas conversaciones y muy aficionada al teatro. Ella y su amigo Salvador Novo acudían a ver funciones teatrales y a comer a restaurantes. Entre sus favoritos se encontraban "La Capilla", propiedad de don Salvador, con su famosa sopa de queso, y "El Paolo" del Hotel Regis, donde servían comida italiana, que tanto era de su agrado. A decir de quienes la conocieron, la señora Ruiz Cortines era de afable y sencillo carácter, vivaz, alerta, muy llana y muy simpática.[cita requerida]
Pero lo que más le gustaba hacer, a lo que le dedicaba muchas noches, era jugar a la baraja. Fueron míticas sus desveladas hasta altas horas de la madrugada por la canasta en las que encerraba a sus invitadas, quienes no se podían ir hasta que ella se levantara de la mesa y en las que, para angustia de muchas damas, tenían que apostar fuerte. Quizá por su forma de ser es que se corrieron tantos chismes y rumores sobre la señora. Pero, por lo visto, la señora Ruiz Cortines no le tomó importancia. María Izaguirre tenía un grupo muy afecto de amigas con las que se reunía regularmente a jugar la "canasta uruguaya", algunas veces en Los Pinos y otras muchas en casa de sus amigas. Las más asiduas eran, además de las esposas de los funcionarios del gabinete, Mercedes de la Fuente de Stoffet, Carmita Hernández de Mestre, Lucía Hernández, Fernanda Camou, Alma del Monte y sus grandes amigas veracruzanas de la familia Del Olmo, María Celis de Pérez Martínez, las Varela, Conchita Ramírez Cano y Esperanza Ramírez Vázquez. En el grupo de amigas de la señora Izaguirre no solo se jugaba canasta, sino que también eran afectas a jugar póker. María Izaguirre no se molestaba si no le daban el pozo; se molestaba si notaba que, por halagarla, se lo daban.[cita requerida]
La señora Ruiz Cortines era sumamente devota. Un día antes de que su marido tomara posesión fue a rezar, y allí declaró:

Mi presencia en un templo en vísperas de iniciarse las gestiones del nuevo gobierno, la aproveché para pedir a Dios conceda a mi esposo acierto, energías y valor para bien de la Patria.
María de los Dolores Izaguirre; México, 30 de noviembre de 1952.

Su devoción, sin embargo, no fue impedimento para que tanto ella como sus dos hijos, parientes y amigos, hicieran muchos y jugosos negocios durante el tiempo en que duró su cercanía con el poder. La señora Izaguirre tenía una gran pasión por los animales y en especial le encantaban los gatos. Entonces decidió dar asilo a todos los que llegaban a la residencia de Los Pinos, donde se les daba de comer cotidianamente. La señora Ruiz Cortines llegó a poseer aproximadamente 90 mininos.[cita requerida]

## Años posteriores y muerte
Concluida la administración del presidente Ruiz Cortines, ambos se retiraron de la luz pública y se recluyeron en su residencia de la colonia San José Insurgentes. Hasta fines de los años 60, Adolfo y María vivieron juntos. Cierto día, él se marchó a una casita que adquirió en Veracruz. Por su parte, la señora Izaguirre permaneció en su residencia de la ciudad de México, viviendo de las rentas que le daban sus muchas propiedades y dedicándose de tiempo completo a su pasión de jugar cartas. La última ocasión en que se le vio a la señora María fue cuando murió Ruiz Cortines en 1973. Ella y su hijo Mauricio Locken trajeron el cuerpo del expresidente a la capital para velarlo y enterrarlo. Una nota periodística da fe del último acto público de la señora Ruiz Cortines:

"Colocó sobre el féretro gris claro tres gladiolos blancos".
El Universal. 5 de diciembre de 1973.

En su testamento, a excepción de un mensaje de amor dirigido a su adorada Mariquita, el expresidente Ruiz Cortines no le dejó nada, ya que, según dice el documento, ella era propietaria de bienes que formaban un patrimonio suficiente y amplio para su sostenimiento económico, de manera que le permitían llevar una vida holgada y decorosa. En su residencia de la capital, situada en José María Ibarrarán número 89 en la colonia San José Insurgentes, al poco tiempo de haber cumplido los 87 años de edad, María Izaguirre murió el jueves 18 de enero de 1979. El deceso fue provocado por un paro cardiaco. Se le sepultó en el Panteón Jardín de la Ciudad de México.